# Marvel Rivals
Marvel Rivals (tiếng Trung: 漫威争锋; bính âm: Mànwēi Zhēngfēng) là một trò chơi điện tử bắn súng góc nhìn thứ ba, bắn súng anh hùng năm 2024 do NetEase Games phát triển và phát hành với sự hợp tác của Marvel Games. Trò chơi được phát hành cho PlayStation 5, Windows và Xbox Series X/S vào ngày 6 tháng 12 năm 2024. Trò chơi free-to-play này với đội hình hiện tại gồm 35 nhân vật từ Marvel Comics và có tính năng chơi chéo trên tất cả các nền tảng được hỗ trợ.

## Lối chơi
Marvel Rivals là trò chơi bắn súng góc nhìn thứ ba, PvP, bắn súng anh hùng 6v6. Với sự kết hợp phù hợp giữa hai hoặc ba nhân vật, người chơi có thể sử dụng "Sức mạnh tương tác anh hùng" giúp tối đa hóa hiệu quả chiến đấu của nhân vật mà họ chơi. Trò chơi cũng có tính năng môi trường có thể phá hủy, cho phép người chơi thay đổi chiến trường (do Galacta giám sát) theo hướng có lợi cho họ. 12 bản đồ đã được xác nhận cho trò chơi.

### Các chế độ
Trò chơi có 5 chế độ: 
- Convoy – Các đội được phân công ngẫu nhiên tấn công hoặc phòng thủ. Với tư cách là đội tấn công, mục tiêu là hộ tống một chiếc xe đẩy hoặc vật thể di chuyển qua bản đồ bằng cách chiếm giữ nó, trong khi đội phòng thủ phải ngăn chặn mục tiêu bằng cách loại bỏ đội tấn công và chiếm lại nó. Nếu đội tấn công hộ tống đoàn xe đến cuối bản đồ trong thời gian giới hạn, họ sẽ thắng. Khi đội tấn công chiếm được vật thể, nó bắt đầu di chuyển về phía trước mà không cần đội tương ứng đứng gần nó, trong trường hợp đó nó di chuyển với tốc độ nhanh hơn. Sau khi đội phòng thủ chiếm lại được phương tiện, nó bắt đầu di chuyển về phía sau trừ khi bất kỳ đội tấn công nào đứng gần khu vực được chỉ định của nó.
- Domination – Cả hai đội tấn công một điểm duy nhất trên một trong số ít bản đồ nhỏ. Bất kỳ ai chiếm được điểm đó sẽ dẫn đầu và phải giữ nó cho đến khi đạt 100%. Sau đó, chế độ sẽ chuyển sang một bản đồ nhỏ khác và lặp lại mục tiêu. Đội đầu tiên đạt được hai điểm đã chiếm được sẽ chiến thắng.
- Convergence – Các đội sẽ được phân công tấn công hoặc phòng thủ ngẫu nhiên. Với tư cách là đội tấn công, mục tiêu là tấn công trạm kiểm soát đầu tiên trên bản đồ và bảo vệ nó bằng cách đứng bên trong. Với tư cách là đội phòng thủ, mục tiêu là đến điểm đầu tiên và loại bỏ bất kỳ người chơi tấn công nào cố gắng vào. Nếu đội tấn công chiếm được trạm kiểm soát kịp thời, họ sẽ di chuyển dọc theo bản đồ đến trạm kiểm soát tiếp theo. Nếu đội tấn công có thể chiếm được ba trạm kiểm soát kịp thời, họ sẽ thắng.
- Conquest – Người chơi được chia thành hai đội. Việc tiêu diệt bất kỳ anh hùng nào sẽ làm rơi điểm trên mặt đất mà đội đối phương có thể nhặt được. Các đồng minh cũng có thể nhặt những điểm này để từ chối điểm của đội đối phương. Trò chơi kết thúc khi một đội đạt được 50 điểm trước đội kia hoặc khi hết giờ. Đội có nhiều điểm nhất trước khi hết giờ là đội chiến thắng. Khi trò chơi kết thúc với tỷ số hòa, các đội sẽ có cơ hội khác để ghi thêm một điểm.
- Doom Match – Một trận đấu tử chiến tự do. Tối đa 12 người chơi sẽ xuất hiện trên bản đồ với mục tiêu duy nhất là giết được nhiều mạng nhất trước khi trận đấu kết thúc. 6 người chơi đầu tiên đạt 16 mạng sẽ thắng trận. Nếu hết thời gian trước khi người chiến thắng được quyết định, 50% người chơi đứng đầu bảng xếp hạng sau khi trận đấu kết thúc sẽ được coi là người chiến thắng.

Quick match games là trò chơi không xếp hạng, trong đó người chơi có thể chơi ba chế độ, Domination, Convoy và Convergence. Domination là chế độ không cạnh tranh duy nhất có nhiều vòng.

### Nhân vật có thể chơi được
Tính đến  tháng 1 năm 2025, 37 nhân vật có thể chơi được đã được công bố chính thức. Guangyun Chen, giám đốc sáng tạo của trò chơi, cho biết họ muốn có một danh sách nhân vật trải dài từ những nhân vật ít được biết đến đến những nhân vật được người hâm mộ yêu thích. Anh nói về quá trình thiết kế rằng "Khi thiết kế nhân vật trong trò chơi, chúng tôi thường đi sâu vào bối cảnh và tính cách của từng nhân vật Marvel, vì vậy cơ chế chơi và kỹ năng của từng nhân vật thực sự được thiết kế để phản ánh con người thực sự của những anh hùng này trong truyện tranh."
Các nhân vật có thể chơi được chia thành ba vai trò chính: Đội tiên phong (Vanguard), Đấu sĩ (Duelist) và Nhà chiến lược (Strategist). Các anh hùng Đội tiên phong có lượng máu lớn và khả năng giảm thiểu để tăng khả năng sống sót của họ. Các anh hùng Đấu sĩ được thiết kế để gây sát thương tối đa và đảm bảo tiêu diệt. Các anh hùng Nhà chiến lược có thể hỗ trợ và hỗ trợ đồng đội của họ bằng cách hồi máu, tăng sát thương và các khả năng tiện ích khác. Mỗi nhân vật đều có một bộ kỹ năng chủ động và thụ động dựa trên các nhân vật truyện tranh của họ, cùng với một đòn tấn công chính. Các kỹ năng chủ động sau khi sử dụng thường có thời gian hồi chiêu ngắn trước khi có thể sử dụng lại. Hơn nữa, mỗi nhân vật đều có một khả năng tối thượng độc đáo, yêu cầu người chơi phải đợi thanh năng lượng tối thượng tích tụ theo thời gian hoặc bằng cách tham gia chiến đấu. Điểm độc đáo của Rivals là ý tưởng về Đội hình, trong đó các nhân vật cụ thể nếu được ghép đôi với những nhân vật khác có thể cung cấp thêm khả năng chủ động hoặc thụ động; ví dụ, nếu Wolverine và Hulk được chọn vào cùng một đội, Hulk có thể ném Wolverine về phía kẻ thù như một "Fastball Đặc biệt". Trò chơi không yêu cầu người chơi phải vào "hàng đợi vai trò", nếu không thì sẽ yêu cầu sự kết hợp cụ thể các anh hùng trong một đội; giám đốc sáng tạo Guangyun Chen cho biết điều này "là để cung cấp nhiều loại đội hình hơn thông qua các kỹ năng lập nhóm và thiết kế riêng của họ", cũng như cho phép người chơi sử dụng các khả năng lập nhóm mà không bị hạn chế.
Danh sách nhân vật có thể chơi được trong trò chơi hiện tại bao gồm:
| Đội tiên phong - Bruce Banner/Hulk - Captain America - Doctor Strange - Groot - Magneto - Peni Parker - Thor - Venom    | Đấu sĩ \| - Black Panther - Black Widow - Hawkeye - Hela - Iron Fist - Người Sắt - Magik - Mister Fantastic - Moon Knight - Namor \| - Psylocke - Punisher - Scarlet Witch - Người nhện - Squirrel Girl - Star-Lord - Storm - Chiến binh mùa đông - Wolverine \| | Nhà chiến lược - Adam Warlock - Cloak và Dagger - Invisible Woman - Jeff the Land Shark - Loki - Luna Snow - Mantis - Rocket Raccoon |
| - Black Panther - Black Widow - Hawkeye - Hela - Iron Fist - Người Sắt - Magik - Mister Fantastic - Moon Knight - Namor | - Psylocke - Punisher - Scarlet Witch - Người nhện - Squirrel Girl - Star-Lord - Storm - Chiến binh mùa đông - Wolverine | |

Human Torch và The Thing sẽ được thêm vào sau.
Nhiều nhân vật, ngoài các ngoại trang trang trí khác, có trang trí có thể mở khóa hoặc mua được dựa trên các phiên bản thay thế của các nhân vật này từ bộ truyện tranh tương ứng của họ hoặc xuất hiện trong Vũ trụ Điện ảnh Marvel.

### Nội dung theo mùa
Nội dung mới sẽ được thêm vào Marvel Rivals thông qua các bản cập nhật nội dung theo mùa, mỗi mùa sẽ kéo dài khoảng ba tháng và chia thành hai nửa. Các nhà phát triển có kế hoạch phát hành nội dung mới với mỗi nửa mùa, bao gồm ít nhất một anh hùng mới.
Mỗi mùa sẽ có một battle pass có thể mua được bao gồm các vật phẩm (như ngoại trang nhân vật, biểu tượng cảm xúc, bình sơn xịt và biểu ngữ của người chơi) mà có thể mua bằng cách sử dụng Units, loại tiền tệ trong trò chơi kiếm được từ việc chơi các trận đấu và hoàn thành các thử thách hàng ngày, hàng tuần và theo mùa. Sau khi người chơi mua một battle pass cho mùa giải, nó sẽ không hết hạn, cho phép người chơi nhận phần thưởng trong các mùa giải khác. Nội dung vật phẩm khác có sẵn trong câu chuyện trong trò chơi bằng Lattice, một loại tiền tệ cao cấp, chỉ có thể mua bằng tiền thật.
| Mùa | Bắt đầu             | Kết thúc            | Chủ đề |
| --- | ------------------- | ------------------- | --- |
| 0   | 6 tháng 12 năm 2024 | 9 tháng 1 năm 2025  | "Doom's Rise" – Mùa ra mắt trò chơi được rút ngắn |
| 1   | 10 tháng 1 năm 2025 | 11 tháng 4 năm 2025 | "Eternal Night Falls" – Giới thiệu Fantastic Four (Mister Fantastic, Invisible Woman, Human Torch và Thing) là những anh hùng có thể chơi được. Thêm bản đồ Sanctum Sanctorum, Midtown và Central Park, và bao gồm cuộc xâm lược của ma cà rồng vào Thành phố New York làm trọng tâm của câu chuyện. |

Hơn nữa, Marvel Rivals đã cung cấp các sự kiện ngắn hạn xoay quanh chủ đề ngày lễ hoặc theo mùa, có thể bao gồm các chế độ giới hạn thời gian và vật phẩm theo chủ đề để hoàn thành các thử thách. Ví dụ, sự kiện Winter Celebration đầu tiên diễn ra từ tháng 12 năm 2024 đến tháng 1 năm 2025 và có chế độ chơi 4v4 tương tự như Splatoon, trong đó tất cả người chơi vào vai Jeff the Land Shark để sử dụng đòn tấn công bằng nước bọt của nhân vật đó để bao phủ diện tích lớn nhất trên bản đồ.

## Tiền đề
Câu chuyện kể về cuộc gặp gỡ thù địch giữa Doctor Doom và anh hùng 2099 của ông, gây ra "sự vướng mắc dòng thời gian" dẫn đến việc tạo ra những thế giới mới và các anh hùng cùng nhân vật phản diện từ khắp đa vũ trụ chiến đấu với nhau để đánh bại cả hai biến thể Doom trước khi một biến thể tuyên bố chiến thắng trước những thế giới mới.

## Phát triển
Marvel Games đã hợp tác với NetEase Games, công ty cũng đã phát triển hai trò chơi Marvel trước Marvel Rivals gồm: Marvel Super War (2019) và Marvel Duel (2020), để phát triển một trò chơi nhiều người chơi PvP theo nhóm.
Hình ảnh của trò chơi kết hợp phong cách nghệ thuật phương Đông và phương Tây. Thiết kế nhân vật của trò chơi thể hiện sự kết hợp này, vì trang phục và sức mạnh của mỗi nhân vật có thể chơi được đều được điều chỉnh riêng theo hướng nghệ thuật.
Một thách thức xung quanh việc thiết kế cơ chế chơi trò chơi là nắm bắt được bản chất của từng anh hùng trong khi vẫn đảm bảo động lực đồng đội cân bằng. Nhóm thiết kế đã dành thời gian để đảm bảo rằng không có anh hùng hay nhân vật phản diện nào thống trị trò chơi, cho phép người chơi thử nghiệm các chiến lược khác nhau trong khi vẫn trung thành với các nhân vật Marvel gốc.

## Phát hành và tiếp thị
Marvel Games lần đầu công bố trò chơi này thông qua đoạn trailer phát hành vào ngày 27 tháng 3 năm 2024.

### Chơi thử
Marvel Rivals đã có một bản kiểm thử alpha khép kín dành cho công chúng trong 10 ngày, từ ngày 10 đến ngày 20 tháng 5 năm 2024. Người chơi có thể kiếm được phần thưởng vĩnh viễn có thể chuyển nhượng cho bản phát hành cuối cùng của trò chơi thông qua lối chơi. Phần thưởng bao gồm là một tựa game thử nghiệm alpha độc quyền và một ngoại trang có thể chơi được cho nhân vật Scarlet Witch, cả hai đều kiếm được thông qua battle pass dành riêng cho bản thử nghiệm. Phần thưởng vĩnh viễn bổ sung là "Dawn of Legends", nhận được khi lọt vào Top 32 trong giải đấu ở bản kiểm thử alpha cùng tên của trò chơi và một vật trang trí phun sơn trong trò chơi, nhận được khi chơi trong playtest.
NetEase đã nhận phải phản ứng dữ dội trong quá trình hoạt động bản kiểm thử alpha khi streamer Brandon Larned chỉ trích công ty trên mạng xã hội vì đã đưa vào điều khoản không hạ thấp giá trị trong hợp đồng dành cho người sáng tạo nội dung có quyền truy cập vào bản kiểm thử alpha, cấm các bài đánh giá nói bất cứ điều gì tiêu cực về trò chơi. Sau tranh cãi, NetEase đã xin lỗi và tuyên bố sẽ sửa đổi hợp đồng để thân thiện hơn với người sáng tạo.
Bản kiểm thử beta khép kín cho Marvel Rivals đã diễn ra từ ngày 23 tháng 7 đến ngày 5 tháng 8 năm 2024, cho cả PC và console.

### Phát hành
Marvel Rivals là trò chơi free-to-play ngay từ lần phát hành đầu tiên. Mặc d được thiết lập để phát hành cho Windows thông qua Steam và Epic Games, NetEase Games đã tuyên bố rằng họ đang khám phá các bản phát hành tiềm năng trên các nền tảng khác. Trong sự kiện State of Play của Sony được tổ chức vào tháng 5, trò chơi đã được tiết lộ là cũng sẽ được phát hành cho PlayStation 5 và Xbox Series X/S, cũng như bản kiểm thử beta sắp tới. Vào ngày 16 tháng 11 năm 2024, đã có xác nhận rằng Marvel Rivals có tùy chọn cho phép lựa chọn giữa giọng lồng tiếng Anh, Nhật hoặc Quan Thoại vào ngày ra mắt.
Marvel Rivals được phát hành vào ngày 6 tháng 12 năm 2024. Giám đốc trò chơi Thaddeus Sasser tuyên bố rằng có một chi phí chuyển đổi mà trong đó những người chơi đã đầu tư vào một trò chơi sẽ ít muốn chuyển sang các trò chơi khác; ông đã đối chiếu thành công của bản phát hành Marvel Rivals với sự thất bại về mặt thương mại của trò chơi bắn súng anh hùng Concord được phát hành cùng năm, cho rằng sự kém hiệu quả của trò chơi sau là do nó không cung cấp giá trị độc đáo để vượt qua sự cân nhắc này.

### Phương tiện truyền thông liên kết
Marvel Rivals Infinity Comic (2024) là một loạt truyện tranh giới hạn kỹ thuật số gồm 6 tập của tác giả Paul Allor và họa sĩ Luca Claretti; bộ truyện được Marvel Comics xuất bản như một phần của chương trình Infinity Comics trên Marvel Unlimited. Một chế độ chơi mới lấy cảm hứng từ Marvel Rivals cũng đã được thêm vào trò chơi nhập vai Marvel Multiverse Role-Playing Game. Ngoài ra, nhân vật Doom 2099 trong trò chơi đã được thêm vào dưới dạng giao diện trong trò chơi battle royale trực tuyến Fortnite Battle Royale.

## Đón nhận
Theo trang web tổng hợp đánh giá Metacritic, Marvel Rivals nhận được đánh giá "trái chiều hoặc trung bình" cho phiên bản PC và đánh giá "nói chung là tích cực" cho phiên bản PlayStation 5.
Marvel Rivals được khen ngợi vì mô hình kiếm tiền không liên quan đến các yếu tố pay-to-win (tất cả các yếu tố lối chơi như anh hùng đều miễn phí) và giới hạn thời gian cho các lượt chơi.
Game Rant đề cập đến việc giới thiệu tính năng "bỏ phiếu đầu hàng" trong Rivals đã gây ra cuộc tranh luận trong cộng đồng người chơi. Tính năng này cho phép các đội kết thúc trận đấu sớm nếu đa số đồng ý. Những người ủng hộ cho rằng tính năng này giúp tránh những tình huống gây ức chế, không thể thắng, đặc biệt là trong các vấn đề về kết nối hoặc các trận đấu mất cân bằng. Tuy nhiên, những người chỉ trích lo ngại rằng tính năng này có thể nuôi dưỡng thái độ bi quan và phá vỡ động lực của đội, có khả năng dẫn đến sự gia tăng tiêu cực và kết thúc trận đấu sớm.
Marvel Rivals đã đạt 10 triệu người chơi trên toàn thế giới chỉ trong vòng 72 giờ. Hơn nữa, trò chơi đạt đỉnh ở mức 480.990 người chơi cùng lúc trên Steam vào ngày 8 tháng 12 năm 2024. Trò chơi đã vượt qua 20 triệu người chơi như đã công bố vào ngày 17 tháng 12. Trong tháng đầu tiên, trò chơi vẫn duy trì được hầu hết lượng người chơi. Trang web nghiên cứu ngành công nghiệp trò chơi Trung Quốc GameLook ước tính doanh thu khoảng 135 triệu đô la trên tất cả các nền tảng trong giai đoạn này.
Khi mùa 1 của Marvel Rivals bắt đầu, trò chơi đã đạt tới 644.269 người chơi cùng lúc trên Steam. Điều này khiến Marvel Rivals trở thành trò chơi có thứ hạng cao thứ 14 mọi thời đại theo số liệu này. Microsoft tiết lộ Marvel Rivals là một trong những trò chơi trên Xbox có lượng người dùng hoạt động trong một ngày cao nhất năm 2024.

### Giải thưởng
Viện Hàn lâm Khoa học và Nghệ thuật Tương tác đã đề cử Marvel Rivals cho giải thưởng "Trò chơi trực tuyến của năm" tại Giải thưởng D.I.C.E. thường niên lần thứ 28.

### Kiểm duyệt
Sau khi phát hành, cuộc thảo luận tiếp tục về việc kiểm duyệt trong trò chơi đối với các thuật ngữ gây tranh cãi. Cụ thể, việc kiểm duyệt "Winnie the Pooh" đã gây ra suy đoán rằng nhà phát triển NetEase có trụ sở tại Trung Quốc đã chặn cụm từ này do kiểm duyệt Winnie-the-Pooh tại Trung Quốc. Các cụm từ khác bị hạn chế tại Trung Quốc bị cấm trong trò chơi bao gồm: "1989", "Quảng trường Thiên An Môn", và "Đài Loan tự do". Kiểm duyệt mở rộng ra ngoài nội dung cụ thể của Trung Quốc, cũng hạn chế các từ như "ISIS" và "Hitler". Cố gắng sử dụng các tin nhắn bị cấm này trong trò chuyện trong trò chơi sẽ dẫn đến thông báo có nội dung "Văn bản chứa nội dung không phù hợp".